# Theodor Herzl

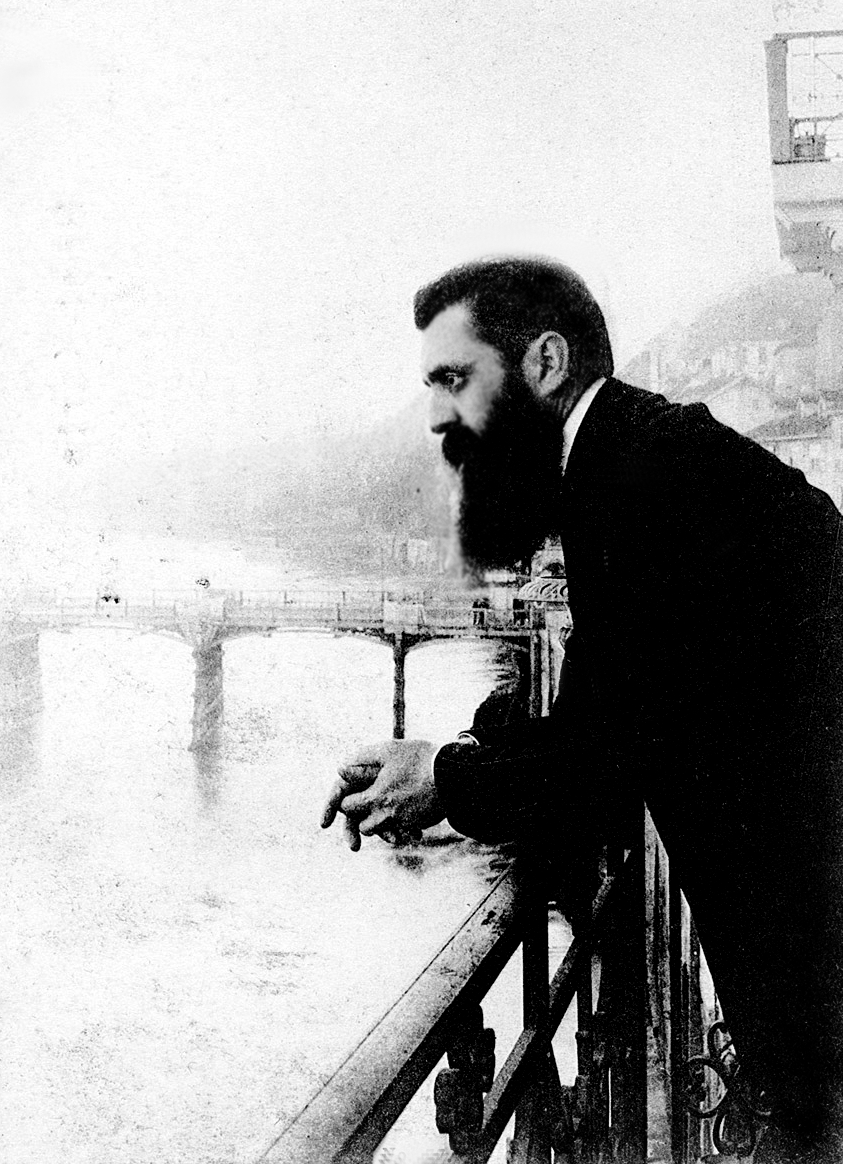
Theodor Herzl ở Basel, 1897

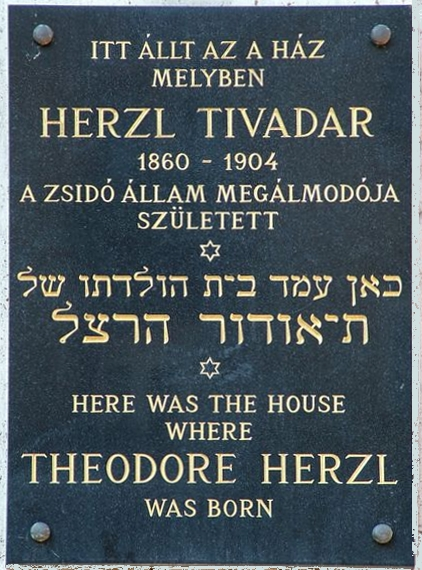
Tấm bảng đánh dấu nơi sinh của Theodor Herzl, giáo đường Do Thái phố Dohány, Budapest.

Theodor Herzl (tiếng Hebrew: תאודור הרצל, tiếng Hungary: Herzl Tivadar; 2 tháng 5 năm 1860 – 3 tháng 7 năm 1904), tên khai sinh Benjamin Ze’ev Herzl (tiếng Hebrew: בִּנְיָמִין זְאֵב הֵרצְל, hay còn gọi là חוֹזֵה הַמְדִינָה, Hozeh HaMedinah. "Người nhìn xa trông rộng của quốc gia") là một nhà báo Áo-Hung gốc Do Thái Ashkenazi và cũng là cha đẻ của chủ nghĩa phục quốc Do Thái chính trị hiện đại và có ảnh hưởng tới Nhà nước Do Thái. Herzl thành lập Tổ chức Phục quốc Do Thái Thế giới và thúc đẩy việc nhập cư của người Do Thái vào Palestine trong nỗ lực hình thành một nhà nước Do Thái. Mặc dù qua đời trước khi thành lập, ông được biết đến như là cha đẻ của Nhà nước Israel.
Mặc dù Herzl đã được đề cập cụ thể trong Tuyên ngôn Độc lập của Israel và được gọi chính thức là "người cha thiêng liêng của Nhà nước Do Thái", tức là người nhìn xa trông rộng đưa ra nền tảng, khuôn khổ thực tiễn và khuôn khổ cho chủ nghĩa chính trị Phục quốc Do Thái, ông không phải là lý thuyết gia hoặc nhà hoạt động Phục quốc Do Thái đầu tiên; các học giả, nhiều người trong số họ theo tôn giáo như các rabbi Yehuda Bibas, Zvi Hirsch Kalischer và Judah Alkalai, đã thúc đẩy một loạt các ý tưởng tiền chủ nghĩa Zion trước ông.